# Center for Immigration Studies
Le Center for Immigration Studies (CIS) est un think tank américain anti-immigration. Il est en faveur d'une diminution considérable du nombre d'immigrants et produit des analyses qui vont dans le sens de ce point de vue. Le CIS a été fondé par l'historien Otis L. Graham (en) et l'eugéniste et nationaliste blanc John Tanton en 1985, comme une émanation de la Federation for American Immigration Reform (en) (FAIR). Il s'agit de l'une des organisations anti-immigration fondées par John Tanton, avec FAIR et NumbersUSA (en).
Les rapports publiés par CIS ont été contestés par des spécialistes de l'immigration, des vérificateurs de faits, des organes de presse et des organismes de recherche sur l'immigration. L'organisation a eu une influence significative sur la première administration Trump. Le Southern Poverty Law Center a décrit le CIS comme un groupe haineux ayant des liens avec le mouvement nativiste américain.

## Histoire et financement
Le CIS a été fondé par Otis L. Graham (en) et John Tanton en 1985, en tant qu'émanation de la Federation for American Immigration Reform (en) (FAIR) et fait partie des nombreuses organisations anti-immigration fondées par Tanton, avec FAIR et NumbersUSA (en). Otis L. Graham, professeur émérite d'histoire à l'université de Californie à Santa Barbara, a été le président fondateur du CIS, puis membre fondateur de son conseil d'administration. John Tanton, ophtalmologue, eugéniste et nationaliste blanc, a joué un rôle déterminant dans la fondation du CIS,,,,,. Le CIS a d'abord été une branche de recherche de la FAIR avant de devenir indépendant en 1986. Selon Carly Goodman, historienne spécialisée en immigration, Tanton a créé le CIS comme une entité distincte de la FAIR afin de produire des recherches ayant une apparence d'objectivité.
Le CIS ne fournit pas de détails sur son financement, mais selon Politifact, la Colcom Foundation (en) est l'une de ses principales ressources.
Le CIS est considéré comme conservateur,,,, une étiquette que l'organisation rejette. Après que le CIS a été qualifié d'« ouvertement de droite » dans un article de la National Public Radio (NPR), l'ombudsman de la NPR Edward Schumacher-Matos (en) a insisté au contraire sur la « diversité politique » de l'organisation.

### Administration Trump
Le CIS a influencé la campagne de Trump en 2016 et la rhétorique de la première administration Trump sur l'immigration,,,,,,.
En 2017, Jon Feere, ancien analyste pour le CIS, rejoint l'Immigration and Customs Enforcement dans l'administration Trump. Dans ses écrits pour le CIS, Feere avait affirmé que donner naissance sur le sol américain permettait aux immigrés d'accéder aux prestations sociales et à d'autres avantages, ce qui encouragerait un « tourisme de naissance » (une pratique qui consisterait pour des étrangers à venir aux États-Unis pour accoucher de citoyens américains). CNN a noté que Politifact a en grande partie démystifié ces affirmations, concluant que les enfants nés aux États-Unis n'aident guère leurs parents immigrés à long terme. Les enfants citoyens ne peuvent pas parrainer leurs parents pour l'obtention de la citoyenneté avant l'âge de 21 ans et toute prestation sociale serait accordée à l'enfant et non à ses parents sans papiers, qui ne remplissent pas les conditions requises. Le Pew Research Center a également constaté que le nombre de bébés nés d'immigrés non autorisés aux États-Unis a diminué régulièrement ces dernières années.
En septembre 2017, l'administration Trump a défendu l'affirmation du CIS selon laquelle le statut DACA « a pris des emplois à des centaines de milliers d'Américains en permettant à ces mêmes étrangers illégaux de prendre ces emplois » en citant des éditoriaux écrits par des membres du CIS. Cependant, les économistes consultés par PolitiFact ont rejeté l'affirmation, en expliquant que le marché du travail n'est pas fixe ou à somme nulle.
En mai 2018, le président Trump a nommé Ronald Mortensen, un membre du CIS, secrétaire d'État adjoint pour le Bureau of Population, Refugees, and Migration (en), un poste de haut niveau du département d'État qui supervise la réinstallation des réfugiés. Mortensen a été un critique virulent de l'immigration irrégulière.
En mars 2019, Todd Bensman, membre du CIS, a faussement affirmé que les femmes migrantes bénéficiaient gratuitement d'une chirurgie oculaire élective au laser dans les centres de détention, et que leurs enfants recevaient des appareils dentaires gratuits.

## Positions et activités politiques
Le CIS est favorable à la réduction de l'immigration régulière, et à l'application de mesures plus strictes contre l'immigration irrégulière.

### Soutien à la politique de séparation des familles de l'administration Trump
En 2018, le CIS a défendu la décision de l'administration Trump de séparer les enfants immigrés sans papiers de leurs parents, arguant que cette politique dissuadait les familles immigrées de franchir la frontière américaine et affirmant qu'elle « protégeait en fait les ressortissants étrangers. Lors d'un événement organisé au CIS en juin 2018, le directeur intérimaire sortant de l'Immigration and Customs Enforcement, Thomas Homan (en), a défendu cette politique.

### Opposition aux villes sanctuaires
Le CIS s'oppose aux villes sanctuaires, qui sont des juridictions qui limitent la coopération avec les agences fédérales d'application des lois sur l'immigration ou qui donnent la priorité aux ressources d'application de la loi pour d'autres choses que l'application des lois sur l'immigration,.

### Opposition aux permis de travail pour les étudiants universitaires étrangers
Le CIS demande la suppression des permis de travail « Optional Practical Training (en) », que les étudiants étrangers inscrits dans les universités américaines peuvent utiliser pour obtenir des stages.

### Publications
Le CIS publie des livres et affiche sur son site web une variété d'annonces, de rapports de recherche, de mémorandums, d'articles d'opinion, de transcriptions de débats d'experts, de témoignages devant le Congrès et de vidéos[source secondaire souhaitée].

### Projet 2025
Le CIS est membre du conseil consultatif du Projet 2025, un ensemble de propositions politiques conservatrices et de droite de la Heritage Foundation visant à remodeler le gouvernement fédéral des États-Unis et à consolider le pouvoir exécutif si le candidat républicain remporte l'élection présidentielle de 2024.

## Critiques
Le Southern Poverty Law Center (SPLC) a publié des rapports en 2002 et en 2009 sur John Tanton, qui a fondé le CIS. Tanton est un ophtalmologiste retraité du Michigan qui s'opposait à l'immigration pour des raisons raciales, souhaitait une majorité ethnique blanche aux États-Unis et prônait l'eugénisme,,. Le rapport 2009 affirmait que la FAIR, le CIS et NumbersUSA font tous partie d'un réseau d'organisations restrictionnistes conçu et créé par John Tanton, qualifié de « profondément raciste », et ajoutait que le groupe avait « fréquemment manipulé des données » pour promouvoir des objectifs anti-immigration.
Dans une réponse publiée dans le National Review, Krikorian a qualifié le rapport du SPLC de « travail bâclé » et a cité des membres du conseil d'administration du CIS impliqués dans des organisations de droits civiques pour prouver que le groupe n'était pas un groupe de haine. Tanton a également nié les accusations du SPLC. Au sujet de son influence présumée sur le CIS, il a écrit : « J'ai aussi aidé à lever des fonds en 1985 pour le Center for Immigration Studies, mais je n'ai joué aucun rôle dans la croissance ou le développement du Centre »,. Selon CNN, Tanton embrassait ouvertement l'eugénisme. Le New York Times a noté que Tanton formulait ses arguments contre l'immigration en termes raciaux. Le CIS a aussi été critiqué pour sa réticence à désavouer Tanton et ses opinions.
En mars 2010, le CIS a publié un rapport rédigé par Jerry Kammer, chercheur principal au CIS, qui critiquait vivement le SPLC, ses tactiques et méthodes, ainsi que ses attaques contre des groupes comme le CIS, NumbersUSA et la FAIR[source secondaire souhaitée].
En 2004, un éditorial du Wall Street Journal a repris l'accusation du SPLC selon laquelle le CIS fait partie d'un réseau d'organisations fondées par Tanton, affirmant également que ces organisations cherchent « à stopper l'immigration vers les États-Unis ». Il citait Chris Cannon, représentant républicain de l'Utah, déclarant que « Tanton a créé des groupes comme le CIS et la FAIR pour aborder l'immigration d'un point de vue républicain, afin de fournir une couverture aux républicains qui s'opposent à l'immigration pour d'autres raisons ».
Quelques mois plus tôt, Krikorian avait démenti des accusations similaires formulées dans un éditorial critique du Wall Street Journal et par le représentant Cannon, écrivant : « Ce genre de mensonge venimeux et de culpabilité par association est courant dans les marécages fiévreux du web, mais surprenant dans les couloirs du Congrès et les pages du plus grand quotidien du pays ». Bien que l'ancien représentant Cannon ait exprimé une opinion négative sur le CIS, le site du CIS cite d'autres élus, dont le représentant américain Lamar S. Smith (R-TX), l'ancien gouverneur Richard D. Lamm (D-CO), le sénateur américain Jeff Sessions (R-AL) et l'ancien sénateur américain Alan Simpson (R-WY), en soutien à l'organisation.
En 2016, le SPLC a commencé à décrire le CIS comme un groupe de haine anti-immigrés. Le SPLC a cité les publications répétées par le CIS d'écrivains nationalistes blancs et antisémites, l'emploi par le CIS d'un analyste connu pour promouvoir la pseudoscience raciste, son association avec John Tanton et sa publication de rapports censés exagérer la criminalité des immigrants. Le CIS a poursuivi le SPLC en justice, en vain.

### Rapports controversés
Le Center for Immigration Studies a été critiqué pour avoir publié un certain nombre de rapports considérés comme faux ou trompeurs et utilisant une mauvaise méthodologie par des spécialistes de l'immigration, tels que les auteurs du rapport 2016 de la National Academies of Sciences sur l'immigration, par des groupes de réflexion tels que le Center on Budget and Policy Priorities (en), le Cato Institute,, l'Urban Institute (en) et le Center for American Progress ; par des vérificateurs de faits tels que FactCheck, PolitiFact, le Washington Post, Snopes et NBC News ; et par des organisations de recherche sur l'immigration telles que le Migration Policy Institute (en) et l'Immigration Policy Center (en).
Un rapport du CIS de mars 2003 indique qu'entre 1996 et 2001, le recours à l'aide sociale par les ménages dirigés par des immigrés a augmenté et que « les taux de recours à l'aide sociale pour les immigrés et les natifs sont essentiellement revenus à leur niveau de 1996, lorsque la réforme de l'aide sociale a été adoptée ». Le Center on Budget and Policy Priorities (en) a déclaré que cette affirmation était trompeuse, car les enfants américains de non-citoyens représentaient la totalité de l'augmentation de la participation à Medicaid ou au State Children's Health Insurance Program parmi les citoyens américains vivant dans des ménages à faibles revenus dirigés par des non-citoyens.
En mars 2007, le CIS a publié un rapport indiquant que « la proportion de ménages dirigés par des immigrés utilisant au moins un programme d'aide sociale majeur est de 33 %, contre 19 % pour les ménages autochtones Wayne A. Cornelius (en), du Center for Comparative Immigration Studies (Centre d'études comparatives sur l'immigration) de l'UCSD, a écrit que ces chiffres étaient trompeurs car « une fois que l'utilisation de l'aide sociale est désagrégée, comme le fait Camarota dans un tableau vers la fin de son rapport, nous constatons que l'aide alimentaire est la seule catégorie dans laquelle il existe une différence significative entre les ménages dirigés par des immigrés et ceux dirigés par des autochtones ». Les immigrés sont nettement moins susceptibles que les autochtones d'utiliser Medicaid, et ils utilisent des logements subventionnés et des programmes d'aide en espèces à peu près au même taux (faible) que les autochtones.
En septembre 2011, le CIS a publié un rapport intitulé Who Benefited from Job Growth In Texas ? (Qui a bénéficié de la croissance de l'emploi au Texas ?) indiquant que, sur la période 2007-2011, les immigrés (légaux et illégaux) avaient obtenu 81 % des emplois nouvellement créés dans l'État. Selon Jeffrey S. Passel, démographe principal pour le Pew Hispanic Center, « l'étude du CIS présente de nombreux problèmes méthodologiques, principalement liés aux limites des échantillons de petite taille et au fait que les estimations sont déterminées en prenant les différences de différences basées sur des échantillons de petite taille ». Chuck DeVore, un conservateur de la Texas Public Policy Foundation, a critiqué le rapport, affirmant qu'il « s'appuyait sur une méthodologie défectueuse ». Le CIS a par la suite répondu aux critiques de DeVore. Le rapport a ensuite été cité par Mitt Romney et David Frum. Politifact, en évaluant les déclarations de Frum et Romney, a noté que le rapport du CIS « reconnaît qu'aucune estimation de l'immigration illégale n'est exacte ». Mais les lacunes méthodologiques affaiblissent également la certitude de la statistique de Romney. Dans l'ensemble, nous pensons que les auteurs du rapport et ses détracteurs ont des arguments raisonnables. Dans l'ensemble, nous sommes d'accord avec Chuck DeVore - un critique conservateur de l'étude - pour dire que « tenter de tirer des conclusions sur l'immigration et l'emploi au Texas en les isolant d'autres facteurs est pour le moins problématique ». Mais nous sommes également d'accord avec Mark Krikorian, directeur exécutif du Center for Immigration Studies, pour dire que « même si DeVore préfère une comparaison net à net, les immigrants ont tout de même obtenu une part disproportionnée des nouveaux emplois »,.
Norman Matloff (en), professeur d'informatique à UC Davis, a rédigé un rapport présenté par le CIS dans lequel il affirme que la plupart des travailleurs titulaires d'un visa H-1B (en), au lieu d'être « les meilleurs et les plus brillants », ont pour la plupart un talent moyen,.  
En mai 2014, un rapport du CIS a indiqué qu'en 2013, les services de l'United States Immigration and Customs Enforcement (ICE) avaient « libéré 36 007 étrangerscriminels condamnés qui attendaient l'issue d'une procédure d'expulsion [...]. La grande majorité de ces libérations étaient discrétionnaires, non requises par la loi (en fait, dans certains cas, apparemment contraires à la loi) ». Un porte-parole de l'ICE a déclaré que de nombreuses libérations étaient au contraire requises par la loi. Caitlin Dickson a déclaré dans le Daily Beast que l'ICE avait « mis en évidence des points clés que le CIS n'a pas abordés ». Associated Press, en rapportant les chiffres du CIS, a déclaré que « les libérations qui n'étaient pas mandatées par la loi (...) sapent l'argument du gouvernement selon lequel il utilise ses ressources en baisse pour l'application des lois sur l'immigration afin de trouver et d'emprisonner les immigrants criminels ». Le rapport du CIS a été critiqué par le Immigration Policy Center (en) de l'American Immigration Council (en), selon lequel « considérer ce groupe de personnes comme un tout indifférencié ne vous dit pas grand-chose sur qui pose un risque pour la sécurité publique et qui n'en pose pas ». Muzaffar Chishti, directeur à New York du Migration Policy Institute (en) non partisan, a déclaré que le rapport du CIS était « une présentation sélective d'un ensemble de faits sans aucune analyse comparative, ce qui peut conduire à des conclusions trompeuses ». Selon, Gregory Chen, de l'American Immigration Lawyers Association (en), le rapport contenait « beaucoup d'informations trompeuses  » et que « la définition du rapport concernant les criminels qui ont été “libérés” inclut ceux qui sont toujours soumis à une surveillance, y compris une surveillance électronique de la cheville et des contrôles réguliers avec l'ICE ».
Un rapport de mai 2015 du CIS indique que les ménages d'immigrants reçoivent 41 % de plus d'aides sociales fédérales que les ménages dirigés par des citoyens nés aux Etats-Unis. Le rapport a été critiqué par Alex Nowrasteh (en) de l'Institut Cato pour sa méthodologie défaillante. Nowrasteh a déclaré que les auteurs du rapport avaient choisi de ne pas examiner la quantité d'aide sociale utilisée par les immigrants, mais d'examiner les ménages dirigés par un immigrant afin que le rapport puisse compter l'utilisation de l'aide sociale par les enfants de l'immigrant nés aux États-Unis, ce qui conduit à une estimation trompeuse de l'utilisation de l'aide sociale par les immigrés.
En septembre 2016, le CIS a déformé les conclusions d'un rapport complet sur la littérature académique en matière d'immigration réalisé par la National Academies of Sciences. Le CIS a intitulé son propre résumé du rapport « National Academy of Sciences Study of Immigration : Workers and Taxpayers Lose, Businesses Benefit ». Un article publié ultérieurement dans les Proceedings of the National Academy of Sciences mentionne la fausse déclaration du CIS répétée par le président Trump, qui illustre « la manière dont des conclusions scientifiques clairement énoncées peuvent être systématiquement perverties dans les médias par le biais d'une campagne de désinformation ».
En 2017, Stephen Miller, un haut conseiller politique de la Maison-Blanche, a cherché à obtenir du département d'État qu'il utilise des chiffres du CIS considérés comme erronés par le département d'État. Ils affirmaient que la réinstallation des réfugiés coûtait 12 fois plus cher aux États-Unis que dans la région du monde d'où ils étaient originaires. Les fonctionnaires du département d'État ont refusé d'utiliser le rapport du CIS parce qu'il ne prenait pas en compte les contributions que les réfugiés apporteraient en payant des impôts.
Un rapport du CIS de février 2017 a déclaré que « 72 personnes originaires des sept pays couverts par le décret du président Trump sur le filtrage ont été condamnées dans des affaires de terrorisme depuis les attentats du 11 septembre », une affirmation que plusieurs agences de vérification des faits ont démentie. Stephen Miller, conseiller politique principal de la Maison-Blanche, a utilisé les données fournies par le CIS pour justifier l'interdiction de voyager de 90 jours du président Trump, ce qui lui a valu « trois Pinocchios » de la part du vérificateur de faits du Washington Post (sa deuxième plus mauvaise note),. FactCheck.org a constaté que la plupart des personnes en question n'avaient pas été condamnés pour terrorisme et qu'aucune n'était responsable d'un décès lié au terrorisme aux États-Unis.
En mars 2018, l'administration Trump a cité un rapport du CIS en déclarant que le coût de la construction d'un mur à la frontière mexicaine serait amorti parce qu'il empêcherait les immigrants sans papiers d'entrer aux États-Unis. Le rapport du CIS était basé sur les données du rapport de 2016 de la National Academies of Sciences, dont plusieurs auteurs ont déclaré que le CIS avait mal utilisé les données, pris des décisions méthodologiques injustifiables, et qu'il était plus probable que le fait d'empêcher les immigrants sans papiers d'entrer aux États-Unis réduise les recettes publiques,. Le panel de 18 membres composé d'économistes, de sociologues, de démographes et d'experts en politique publique choissi par la National Academies of Sciences a conclu que les immigrants sans papiers avaient un impact fiscal net positif.
En 2020, le CIS a publié un rapport affirmant que les réfugiés avaient un impact fiscal négatif. Le Centre Niskanen (en) a souligné que le rapport en question utilisait des seuils arbitraires et discutables pour faire des affirmations sur l'impact fiscal des réfugiés. Par exemple, le CIS a déclassé le niveau d'éducation des réfugiés de manière discutable, en affirmant par exemple que les réfugiés titulaires d'un diplôme de médecine n'avaient qu'un « certain niveau d'études ».